# Symphony X
Symphony X é uma banda americana de metal progressivo formada em Nova Jérsei em 1994 pelo guitarrista Michael Romeo.

## História
Nova Jérsei, abril de 1994. Aproveitando a boa recepção de sua demo The Dark Chapter, o guitarrista Michael Romeo resolveu montar uma banda. O primeiro membro a integrar-se foi o baixista Thomas Miller, com quem Michael já havia trabalhado nos últimos dez anos. A dupla então recrutou o baterista Jason Rullo, o vocalista Rod Tyler e o tecladista Michael Pinella. Gravaram seu primeiro álbum Symphony X entre os meses de agosto e setembro de 1994, sendo lançado no Japão em dezembro do mesmo ano.
No começo de 1995, o vocalista Rod Tyler abandonou a banda durante as gravações do segundo álbum, The Damnation Game. Russell Allen assume então os deveres vocais. Apenas oito meses após o álbum de estreia, o Symphony X lança seu segundo disco. Mantendo o ritmo de lançamentos, em novembro de 1996 é apresentado seu terceiro álbum The Divine Wings of Tragedy, considerado até então o mais bem sucedido, resultando no surgimento de grupos de fãs em parte da Europa e Japão. No final de 1997, pouco antes de iniciarem as gravações do quarto disco, o baterista Jason Rullo deixa a banda, sendo substituído por Thomas Walling.

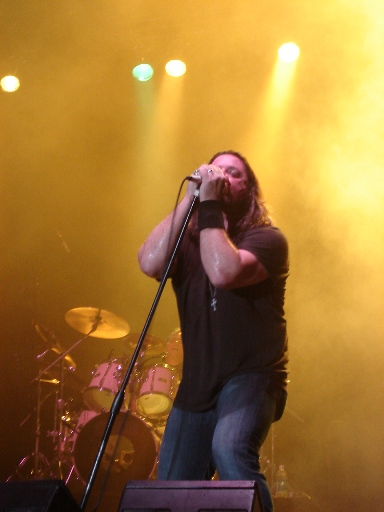
O vocalista Russell Allen se apresentando em um concerto em San Juan, Porto Rico, em 27 de maio de 2007.

Após o lançamento de Twilight in Olympus (1998), o Symphony X realiza sua primeira apresentação no Japão, seguido de uma turnê na Europa. Thomas Wailing, o novo baterista, e Thomas Miller, baixista, não puderam excursionar pelo continente, resultando no retorno do baterista Jason Rullo. Ao voltarem para os Estados Unidos, foram feitas audiências para a escolha do substituto definitivo de Thomas Miller, e o escolhido foi Mike LePond. Também em 1998, um mês depois do lançamento de Twilight in Olympus, ocorreu o lançamento do álbum Prelude to the Millennium, uma coletânea reunindo os clássicos da banda.
Em 1999 o Symphony X entra novamente em estúdio para gravar o próximo álbum, o conceitual V: The New Mythology Suite, lançado no ano seguinte. Foi durante a turnê desse álbum que houve a gravação do primeiro disco ao vivo da banda, o duplo Live on the Edge of Forever, lançado em 2001. Realizam shows pela América do Sul, e em 2001 encabeçam duas vezes o festival ProgPower nos Estados Unidos, ao lado das bandas Pain of Salvation, Evergrey e Kamelot.
Em 2002 ocorreu o lançamento do épico The Odyssey, com sua faixa título de 24 minutos, baseada na obra Odisseia, de Homero. Após The Odyssey, diversos membros da banda se envolvem em projetos paralelos e também lançam discos solo, caso de Enter by the Twelfth Gate, do tecladista Michael Pinnella, e Atomic Soul, do vocalista Russel Allen. Russel Allen também iniciou o supergrupo Allen-Lande com Magnus Karlsson (Primal Fear) e Jørn Lande (Masterplan).
Em 2005 participam da Gigantour, evento idealizado por Dave Mustaine do Megadeth, onde participaram também as bandas Dream Theater, Anthrax e Nevermore. Mike Portnoy sugeriu a inclusão do Symphony X no festival, e a banda participou da turnê pela América do Norte entre os meses de julho e setembro de 2005.
Em 2006, o baixista Michael LePond realiza cirurgia para o tratamento da doença de Crohn. Após sua recuperação entram em estúdio para a gravação de seu sétimo disco, Paradise Lost, lançado em 26 de junho de 2007. O disco atingiu a posição 123 nas paradas da Billboard norte-americana. Foram gravados videoclipes para as músicas Serpent Kiss e Set the World on Fire. Segue-se uma longa turnê pelas Américas em 2007, turnê que se repete em 2008, passando também pela Europa, e finalizando com 5 datas na Ásia em fevereiro de 2009.
Após uma inatividade de mais de um ano, em março de 2010 o Symphony X publica em seu site oficial que está preparando um novo álbum pela gravadora Nuclear Blast. Em outubro o guitarrista Michael Romeo diz: “Amamos os fãs, e sabemos que não estivemos tão presentes com notícias neste ano como deveríamos ter sido, mas agora estamos a todo vapor, trabalhando 24 horas por dia, 7 dias por semana para deixar as coisas no ponto. É nisso que estamos focados.”
Em 2011, o grupo lança o seu oitavo disco, Iconoclast, cujas letras têm como tema "máquinas dominando tudo e a tecnologia em que nós colocamos nossa sociedade sendo nossa morte". Para promover o disco foi realizada nova turnê pelas Américas e Europa. Em 2012 o Symphony X anunciou uma turnê conjunta com a banda Iced Earth a ser realizada na América do Norte. Ainda neste ano Russel Allen lançou o disco Omertà, de sua banda paralela Adrenaline Mob. Em abril o Symphony X se apresenta no Metal Open Air, realizado em São Luís, Maranhão, apesar de toda a confusão que ocorreu no evento.

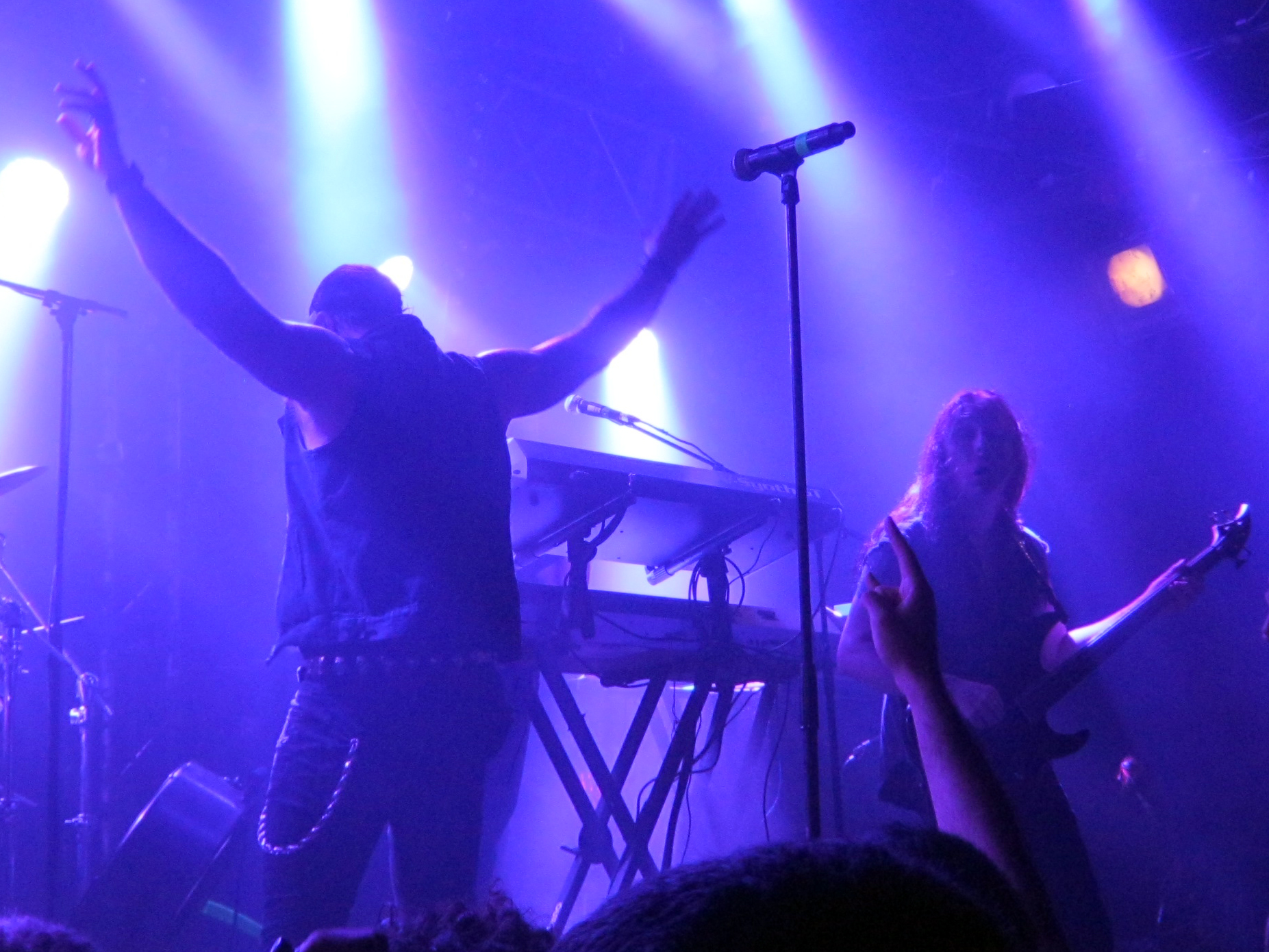
Symphony X ao vivo em Israel, 2016.

Em 2013 o baterista Jason Rullo foi hospitalizado após sofrer uma insuficiência cardíaca. Em seu período de recuperação ele foi substituído por John Macaluso. Jason Rullo retornou a banda em 2014, período em que a banda se apresentou no festival 70000 Tons of Metal.
A banda começou a gravar seu próximo álbum em 9 de setembro de 2014, com as partes de bateria, e planejam lançá-lo na primavera de 2015 (outono no Hemisfério Sul). Michael LePond afirmou que eles tinham dez canções prontas e que o álbum terá nove ou dez delas. Ele também disse que todas as letras e músicas estavam prontas e que o álbum seria menos pesado que o Iconoclast: "Se eu tivesse que comparar, eu diria que é uma combinação de The Odyssey e Paradise Lost — algo por aí. Tem muito do Symphony X clássico, que eu acho que vários de nossos fãs estavam sentindo falta por alguns anos. Então eu acho que nossos fãs realmente gostarão deste álbum. Ele realmente foca apenas em composição sólida." Em 10 de abril de 2015, a banda anunciou que a masterização e a mixagem do álbum estavam prontas.
Underworld foi lançado em 24 de julho de 2015. Michael Romeu comenta sobre a temática do álbum: "Eu comecei a olhar para Dante e Orpheus no submundo, onde ele vai até Hades ou Inferno para salvar uma garota. Portanto, há o tema de ir para o inferno buscando algo ou alguém que você gosta."

## Symphony X Dungeon
The Dungeon é o estúdio localizado na casa do guitarrista Michael Romeo. A banda utilizou este estúdio no passado para gravar algumas partes, e gravou o álbum The Odyssey inteiramente lá, com a produção do próprio Michael. O Symphony X gastou uma grande soma de dinheiro com equipamento para The Dungeon e softwares para orquestração, de modo a poder gravar os arranjos sinfônicos de suas músicas com samplers.

## Integrantes

### Formação atual
- Michael Romeo − guitarra (1994–presente)
- Michael Pinnella − teclado (1994–presente)
- Jason Rullo − bateria (1994–1998, 2000–presente)
- Russell Allen − vocal (1995–presente)
- Michael LePond − baixo (2000–presente)

### Ex-membros
- Rod Tyler − vocal (1994)
- Thomas Miller − baixo (1994−2000)
- Thomas Walling − bateria (1998−2000)

## Discografia

### Álbuns de estúdio
- Symphony X (1994)
- The Damnation Game (1995)
- The Divine Wings of Tragedy (1997)
- Twilight in Olympus (1998)
- V: The New Mythology Suite (2000)
- The Odyssey (2002)
- Paradise Lost (2007)
- Iconoclast (2011)
- Underworld (2015)

### Álbuns ao vivo
- Live on the Edge of Forever (2001)

### Compilações
- Prelude to the Millennium (1998)